# Sipán Shirás
Sipán Shirás (en armenio: Սիփան Շիրազ; Ereván, 1967-Ereván, 1997) poeta, pintor y escultor de Armenia. 

## Biografía
Su padre era el poeta Hovhannes Shiraz, sobre quien escribía en sus poesías. Estudió en el Instituto de Arte de Ereván. Trabajó en la radio y fue miembro de la Unión de escritores de Armenia. Según el poeta Artashes Ghazaryan, "Sipan vivió como un meteoro".
Falleció a los 29 años y está enterrado en el Panteón del cementerio central de Ereván.